# Јахачи пут мора
„Јахачи пут мора“ је југословенски кратки филм из 1969. године. Режирала га је Огњенка Милићевић, а сценарио је писао Џон Милингтон Синг.

## Улоге
| Глумац            | Улога  |
| ----------------- | ------ |
| Љиљана Крстић     | Мауриа |
| Неда Спасојевић   | Кетлин |
| Танасије Узуновић | Бартли |
| Донка Игњатовић   | Нора   |